# Stephan Eberharter
Stephan Eberharter (født 24. marts 1969 i Brixlegg, Østrig) er en østrigsk skiløber, der indenfor de alpine discipliner har vundet både World Cup-titler, samt OL og VM-guldmedaljer. Han har i mange år været den store rival til landsmanden Hermann Maier.

## Resultater
Eberharter står noteret for en enkelt OL-guldmedalje, der blev vundet ved OL i Salt Lake City 2002 i storslalom. Han har desuden vundet tre VM-guldmedaljer samt to samlede alpine World Cup-sejre. 